# Joachim Spies (Autor)
Joachim Spies (* 1960) ist ein mainfränkischer Journalist und Schriftsteller. Er war Redakteur bei der Main-Post und ist Autor von Kriminalromanen mit regionalen Themen.

## Werke
- 2004: Das Rosenkranz-Komplott
- 2007: Die Babenberger Fehde
- 2014: guru-guru: Franken-Krimi